# الإمبراطورة كي
الإمبراطورة جي (أو الإمبراطورة كي، بالهانغل 기황후 ، بالصينية 奇皇后 ، بالمغولية Өлзий хутуг) كانت إحدى الزوجات الرئيسيات للإمبراطور توغون تيمور من سلالة يوان (التي حكمت منغوليا)، وهي والدة الإمبراطور Biligtü Khan (مؤسس مملكة يوان الشمالية). كانت تنتمي إلى عائلة أرستقراطية من غوريو (كوريا حاليا).  
الإمبراطورة كي هي ابنة كي جاهو (기자오; 奇子敖) من هينجو (행주، 幸州 ، جويانج حاليا) بغوريو، وأخوها الأكبر هو كي تشول (بالهانغل 기철، بالهانجا 奇轍، بالمغولية Bayn Bukha). في البداية أصبحت محظية للإمبراطور توغون تيمور، ثم والدة ابنه ايوشيريدارا (أو Biligtü Khan). السيدة جي (أو السيدة كي) ولدت في عائلة أرستقراطية بيروقراطية ذات مكانة اجتماعية منخفضة نوعا ما. إلى حدود القرن التاسع عشر، كان المجتمع الكوري ينقسم إلى أربعة عشر طبقة اجتماعية (الطبقة الملكية هي العليا، وطبقة العبيد هي السفلى في قاع الهرم الاجتماعي). كان يتم إرسال أعداد كبيرة من الذكور كعبيد مخصيين، والنساء كمحظيات، إضافة إلى الملابس، الحرير، والذهب... كجزية تدفعها غوريو إلى أسرة يوان المغولية. وقد تكبدت غوريو خسائر كبيرة نتيجة لما قام به الخصي Bak Bulhwa، وألحق دفع هذه الجزية ضررا كبيرا على سلالة/مملكة غوريو. مع ذلك، كان الزواج من نساء كوريات عند المغول يعتبر مما يرفع مقام المرء.
سنة 1333، تم إرسال السيدة كي في سن مراهقتها، إلى يوان بصفتها«جزية بشرية» حيث كان على ملك غوريو مرة كل 3 سنوات توفير عدد من الشابات الجميلات ليقمن بخدمة الإمبراطور المغولي كمحظيات. لم تكن السيدة كي راغبة في ترك أسرتها ولا راغبة في حياة المحظيات، وكان ذهابها إلى يوان أمرا خارجا عن ارادتها. محظيات الإمبراطور كن جزءا من عبيده ويعتبرن جزءا من الحريم الامبراطوري، ولكن السيدة كي عند وصولها إلى يوان، سعت إلى ان تستفيد من وضعها إلى أقصى حد، أي ان تصبح أفضل محظية بالقصر الامبراطوري. بجمالها الفائق وموهبتها في الغناء والشعر والرقص، وفنون المحادثة وعلم الخرائط، استطاعت بسرعة ان تصبح المحظية الأقرب إلى توغون تيمور، حيث وقع في حبها ولاحظ الجميع انه أصبح يقضي بصحبتها وقتا أطول بكثير مما يقضيه مع الامبراطورة داناشيري التي كانت زوجته الأولى والامبراطورة الأولى. 
بعد اعدام الامبراطورة داناشيري في ال22 من يوليو 1335 بسبب التمرد الذي قاده شقيقها تانكيشي، أراد الامبراطور توغون تيمور ترقية السيدة كي لتصبح زوجته الثانية، الأمر الذي كان مخالفا للعرف الذي ينص على أن يتخذ الإمبراطور زوجات مغوليات فقط، وتسبب هذا في معارضة شديدة من طرف البلاط الامبراطوري لهذا القرار غير المعهود، فاضطر الإمبراطور للتراجع عن قراره. ثم حاول ترقيتها إلى امبراطورة، لكن الجنرال بيان الذي كان يمسك بيده السلطة وزمام الأمور عارض هذا القرار، وأيضا والدته الامبراطورة الأرملة (بوداشيري) اعترضت على رغبته بجعل السيدة كي امبراطورة حيث كانت تعتبرها امرأة داهية وخطرة وتخشى من امساكها للسلطة، وهي من أقنعت بيان بخطورة تعيينها. سنة 1339، أنجبت السيدة كي ابنا ذكرا، واختاره الإمبراطور ليكون خليفته، وبذلك أصبح قادرا على ترقية السيدة كي وجعلها زوجته الثانية سنة 1340.
بصفتها الزوجة المفضلة للإمبراطور، أصبح للسيدة كي سلطة كبيرة في يوان، وبعد اعدام الجنرال بيان، أصبحت السيدة كي رسميا امبراطورة يوان الثانية في نفس السنة (1340). (الامبراطورة الأولى كانت بيان، لكنها كنت تعيش حياة مرفهة بعيدا عن السياسة وشؤون الحكم).
لم يكن الإمبراطور مهتما كثيرا بشؤون امبراطوريته، وفقد الاهتمام بالحكم مع مرور السنوات، فكانت السلطة والحكم بيد السيدة كي التي كانت موهوبة ومقتدرة سياسيا واقتصاديا، وأدى هذا إلى واحدة من أكثر الفترات سلما وازدهارا في تاريخ أسرة يوان وتاريخ الصين ككل. كي تشول، الاخ الأكبر للسيدة كي أصبح بفضل نفوذ شقيقته قائد الميدان بشرق الامبراطورية المغولية، وهذه المكانة جعلت منه الحاكم الفعلي لغوريو.
تم تتويج ابنها كولي للعهد سنة 1353، وبمساعدة Bak Bulhwa (بالهانغل 박불화، بالهانجا 朴不花) الذي كان عاملها ومساعدها، بدأت حملة لاجبار الإمبراطور على التنحي والتخلي عن العرش لصالح ابنها. لكن سرعان ما اكتشف الإمبراطور نواياها وأدى ذلك إلى ابتعاده عنها وسائت علاقتهما. 
بالنظر إلى مكانة السيدة كي بالامبراطورية، أصبح أخوها الأكبر يشكل تهديدا لمكانة ملك غوريو (التي كانت في ذلك الوقت مملكة تابعة ليوان)، فقام الملك غونغمن باعدام عائلة السيدة كي سنة 1356. وكان رد السيدة كي تعيين Tash Temür كملك جديد لغوريو وإرسال قوات لمهاجمة هذه الأخيرة، غير ان القوات المغولية هزمت من طرف جيش غوريو أثناء عبورها نهر يالو.
في قلب العاصمة المغولية بدأ خلاف سياسي داخلي بين مؤيدي ومعارضي حصول ابن السيدة كي على العرش. تمكن أخيرا Bolud Temür بصفته أحد قادة المعارضين، من السيطرة على العاصمة سنة 1364. لجا ابنها إلى Köke Temür الذي كان أول داعميه ومؤيديه، لكن Bolud Temür قام بحجز السيدة كي، لكن سرعان ما تم التخلص من هذا الأخير بفضل Köke Temür نفسه. وبمساعدته مرة أخرى، حاولت السيدة كي جعل ابنها خاقان للمغول، لكن جهودها ذهبت سدى. وبعد وفاة الامبراطورة بيان، ارتفعت السيدة كي إلى مقام الامبراطورة الأولى.
سقوط الحكم المغولي للصين سنة 1368 أجبرها على الهروب إلى يينغ شانغ Yingchang. وفي 1370، توفي توغون تيمور واعتلى ابنها العرش، وأصبحت كي الامبراطورة العظمى ليوان، لكن سرعان ما اختفت بعد ذلك..

## في الثقافة والفن
- تمت تأدية دور الامبراطورة كي من طرف الممثلة Kim Hye-ri سنة 2005 بمسلسل «شن دون» على قناة ام بي سي كوريا
- وأيضا تم تمثيل دور السيدة كي من طرف الممثلة «ها جي وون» و «هيون سونغ من» سنة 2013 في المسلسل التاريخي 'الامبراطورة كي' على قناة ام بي سي كوريا

1. ↑   https://pantheon.world/profile/person/Empress_Gi. {{استشهاد ويب}}: |url= بحاجة لعنوان (مساعدة) والوسيط |title= غير موجود أو فارغ (من ويكي بيانات) (مساعدة)